# 小爱德华·赖斯
小爱德华·奧古斯塔斯·赖斯（英語：Edward Augustus Rice, Jr.，1955年3月31日—），前美國空軍上將，已于2013年10月10日退役，曾为空军教育训练司令部（AETC）第30任司令，该司令部驻于德克萨斯州伦道夫空军基地。作为司令，赖斯负责所有空军战士的招募、培训和教育，麾下辖有空军招募局、两个编号航空队和空军大学。空军教育和训练司令部，部署在12个基地，拥有现役、预备役、国民警卫队人员、文职人员和聘用人员各类人员超过70,600名，拥有教练机、战斗机和机动飞机1380架。
此前，他曾担任驻日美军司令、第5航空队司令，太平洋空军副司令，第13航空队司令、肯尼总部司令。更早，他曾担任衛生部白宫研究员，美军角色任务委员会专職參謀，国家安全委员会副执行官等职。

## 教育经历
- 1978年，科罗拉多州，科泉市，美国空军学院，获工程科学理学学士学位
- 1983年，阿拉巴马州，麦克斯韦空军基地，中队長学校，优秀毕业生
- 1984年，空军指挥参谋学院，函授
- 1986年，安柏瑞德航空大學，获航空科学与技术硕士学位
- 1989年，罗德岛州，纽波特，海军战争学院，海军指挥参谋学院（英语：College of Naval Command & Staff），获国家安全和战略研究硕士学位，优秀毕业生
- 1994年，马萨诸塞州，剑桥，哈佛大学，国家安全研究员
- 2001年，马萨诸塞州，剑桥，哈佛大学，国家安全高级官员课程
- 2004年，阿拉巴马州，麦克斯韦空军基地，联合部队空军指挥官课程
- 2005年，阿拉巴马州，麦克斯韦空军基地，联合将官作战课程
- 2006年，罗德岛州，纽波特，海军战争学院，联合部队海上指挥官课程

## 履历表
1. 1978年7月—1980年2月，亚利桑那州，威廉斯空军基地，本科生飞行员培训，杰出毕业生
2. 1980年2月—1984年1月，缅因州，罗林空军基地，第69轰炸机中队，B-52G副飞行员、机长
3. 1984年1月—1985年2月，华盛顿特区，美国空军总部，管理处，行政服务科，空军参谋培训计划助理副科长
4. 1985年2月—1988年7月，加利福尼亚州，马瑟空军基地，第441轰炸机中队，B-52G飞行教官、标准化和评估科科长、小队长
5. 1988年7月—1989年7月，罗得岛州，纽波特，海军战争学院，海军指挥参谋学院，学員
6. 1989年7月—1990年8月，华盛顿特区，美国空军总部，A3空天作战副参谋长室，空勤管理处，计划员
7. 1990年8月—1991年11月，华盛顿特区，衛生部，白宫研究员
8. 1991年11月—1992年7月，密歇根州，KI索耶空军基地，第410联队作战大队，标准化和评价科，科长
9. 1992年7月—1993年8月，加利福尼亚州，卡斯特空军基地，第34炸弹机中队，中队长
10. 1993年8月—1994年7月，马萨诸塞州，剑桥，哈佛大学，约翰·F·肯尼迪政府学院，国家安全研究员
11. 1994年7月—1995年7月，华盛顿特区，国防部长室，美军角色任务委员会，专职參謀
12. 1995年7月—1996年1月，密苏里州，怀特曼空军基地，第509轰炸机联队，作战大队，副大队长
13. 1996年1月—1997年6月，俄克拉何马州，廷克空军基地，第552空中控制联队，作战大队，大队长
14. 1997年6月—1999年6月，华盛顿特区，白宫，国家安全委员会，副執行官
15. 1999年6月—2000年5月，华盛顿特区，空军参谋部，A3空天作战副参谋长室，宇航远征队副實施总监
16. 2000年5月—2002年5月，南达科他州，埃尔斯沃思空军基地，第28轰炸机联队，联队长
17. 2002年5月—2004年1月，得克萨斯州，伦道夫空军基地，空军教育训练司令部，空军招募局，局长
18. 2004年1月—2004年12月，华盛顿特区，国防部长室，联军临时授权代表室，参谋长
19. 2005年1月—2005年9月，关岛，安德森空军基地，第13航空队，司令
20. 2005年9月—2006年7月：夏威夷，希卡姆空军基地，太平洋空军，A3/5空天信息作战计划需求总监，兼任第13航空队司令
21. 2006年7月—2006年10月，夏威夷，希卡姆空军基地，第13航空队，司令；肯尼总部，司令
22. 2006年10月—2008年2月，夏威夷，希卡姆空军基地，太平洋空军，副司令
23. 2008年2月—2010年10月，日本，横田空军基地，驻日美军，司令；第5航空队，司令
24. 2010年11月—2013年10月10日，得克萨斯州，伦道夫空军基地，空军教育训练司令部，司令

## 跨軍種联合职位
1. 1990年8月—1991年11月，华盛顿特区，卫生部，白宫研究员
2. 1994年7月—1995年7月，华盛顿特区，国防部长室，美軍角色任务委员会，专职參謀
3. 1997年6月—1999年6月，华盛顿特区，白宫，国家安全委员会，副行政秘书
4. 2004年1月—2004年12月，华盛顿特区，国防部长室，联军临时授权代表室，参谋长
5. 2008年2月—2010年10月，日本，横田空军基地，驻日美军，司令；第5航空队，司令

## 飞行履歷
等级：特级飞行员

飞行小时：超过3,900

飞行机型: B-1B, B-52G/H, E-3, B-2, KC-135, T-37, T-38 and C-130H

## 功奖
- 空军杰出服役勋章 2次
- 国防部优异服役勋章 2次
- 功绩勋章 3次
- 军功奖章 4次
- 航空成就奖章
- 空军嘉奖
- 一等大绶旭日章[1]

## 晋衔表
| 标志 | 军衔 | 日期           |
| ---- | ---- | -------------- |
|      | 上将 | 2010年10月17日 |
|      | 中将 | 2008年2月25日  |
|      | 少将 | 2005年8月1日   |
|      | 准将 | 2002年2月1日   |
|      | 上校 | 1994年2月1日   |
|      | 中校 | 1990年4月1日   |
|      | 少校 | 1986年4月1日   |
|      | 上尉 | 1982年5月31日  |
|      | 中尉 | 1980年5月31日  |
|      | 少尉 | 1978年5月31日  |